# Segestani
I Segestani (in lingua greca Σεγεστανοί) erano una popolazione illirica che viveva nell'attuale Croazia al tempo della Repubblica romana, attorno alla città di Segestica (la moderna Sisak).
I consoli del 119 a.C., Lucio Aurelio Cotta e Lucio Cecilio Metello, compirono insieme una campagna vittoriosa contro i Segestani, assediando per la prima volta la loro capitale, Segesta (la futura roccaforte romana di Siscia), alla confluenza tra i fiumi Kupa e Sava in Pannonia. Nel 35 a.C., i Segestani furono attaccati e sottomessi da Ottaviano, che ne conquistò la capitale e vi lasciò una guarnigione permanente.